# تپه ارداق ۲
تپه ارداق ۲ در استان قزوین، شهرستان بوئین‌زهرا، بخش دشتابی، شهر ارداق واقع شده و این اثر در تاریخ ۱۶ آبان ۱۳۷۹ با شمارهٔ ثبت ۲۸۵۲ به‌عنوان یکی از آثار ملی ایران به ثبت رسیده است.